# Пая еквадорська
Па́я еквадорська (Cyanocorax mystacalis) —  вид горобцеподібних птахів родини воронових (Corvidae). Мешкає в Колумбії і Перу.

## Опис

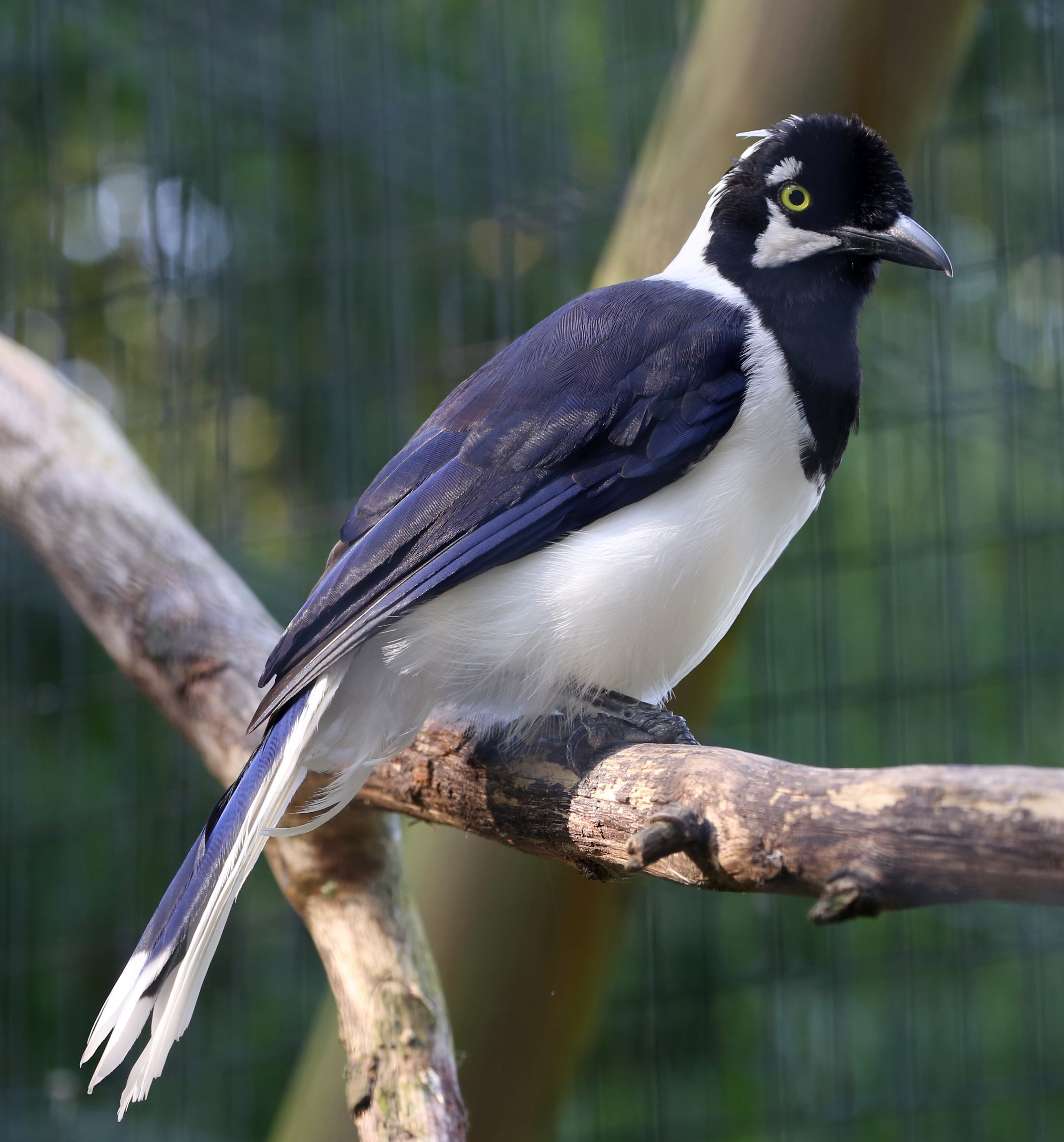
Еквадорська пая

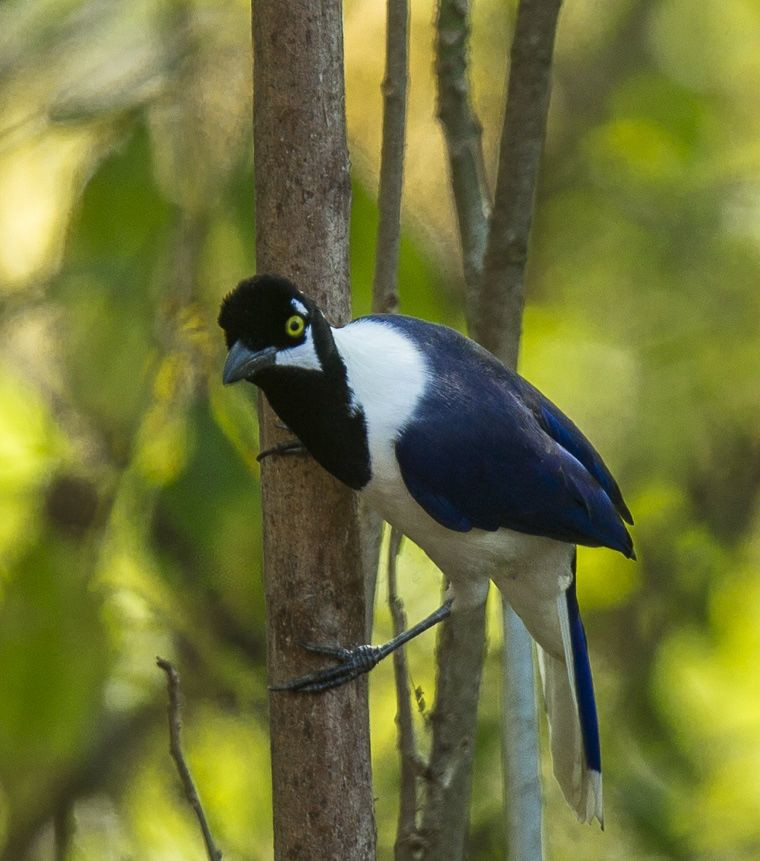
Еквадорська пая

Довжина птаха становить 33 см, вага 149-160 г. Самці є дещо більшими за самиць. Голова, горло і верхня частина грудей чорні, над і під очима білі плями, під дзьобом широкі білі "вуса", на лобі і тімені короткий чуб. Спина, крила, надхвістя і центральні стернові пера сині з фіолетовим відблиском, особливо на крилах. Кінчики центральних стернових пер білі, решта тіла біла. Очі світло-жовті, дзьоб і лапи чорні.

## Поширення і екологія
Еквадорські паї мешкають на заході Еквадору та на північному заході Перу (на південь до Ла-Лібертада). Вони живуть в сухих тропічних лісах, рідколіссях, чагарникових заростях і саванах, в садах, на висоті до 1200 м над рівнем моря, місцями на висоті до 2600 м над рівнем моря. Віддають перевагу густим заростям на берегах річок. Зустрічаються невеликими сімейними зграйками. Еквадорські паї є всеїдними птахами, живляться комахами, зокрема жуками і мурахами, іншими безхребетними, плодами, ягодами, насінням і дрібними хребетними. 
Еквадорські паї є моногамними птахами. На відміну від інших пай вони гніздяться парами. Пара птахів будує чашоподібне гніздо, яке робиться з переплетених гілочок і рослинних волокон і встелюється м'яким рослинним матеріалом. Насиджують самиці, тоді як самці шукають їм їжу і захищають гніздо.